# Alexandre de Palmas
Alexandre de Palmas, né le 12 juillet 1974 à Montpellier, est un haut fonctionnaire et dirigeant d'entreprises français.
Magistrat à la Cour des comptes, il occupe différents postes de direction générale dans les secteurs de l’immobilier, de la communication, de l’édition et de la grande distribution. 
Il est directeur général de Carrefour France depuis septembre 2023.

## Origines et formation
Né d’un père officier dans l’Armée de terre et d’une mère enseignante, Alexandre de Palmas effectue sa scolarité à Montpellier. Il est diplômé en droit de l’université Montpellier-I et de l’université Panthéon-Sorbonne (DESS de Contentieux administratif).
En 1995, il reçoit le premier prix du concours général universitaire de science politique.
Il est diplômé de l'Institut d'études politiques de Paris en 1997 puis intègre l’École nationale d'administration (ENA, Promotion Nelson Mandela),.

## Carrière

### Cour des comptes
À sa sortie de l’ENA, Alexandre de Palmas est affecté à la Cour des comptes. Il y travaille pendant quatre ans au sein de la troisième chambre (culture, audiovisuel public, recherche). Au cours de cette période, il est également rapporteur au sein de la Cour de discipline budgétaire et financière.
Il est également maitre de conférences en finances publiques à Sciences Po et à l’IGPDE jusqu’en 2003.

### Candidature de Paris aux Jeux olympiques de 2012
En janvier 2004, il rejoint le cabinet de Jean-François Lamour, alors ministre de la Jeunesse et de Sports, où il est chargé du dossier de la candidature de Paris pour les Jeux olympiques de 2012. Il contribue à la rédaction de deux ouvrages sur le sport, le premier au sein de l’Institut Montaigne (Le modèle sportif français, mutation ou crise ?) et le second au sein du think tank progressiste En temps réel (Football et Marché).

### Groupe Casino
En septembre 2006, il rejoint le groupe Casino pour devenir directeur général de Casino Développement, structure chargée du développement des enseignes du groupe en France. Il y travaille étroitement avec Jacques Ehrmann, PDG de Mercialys, filiale foncière de Casino, afin de développer l'activité de promotion immobilière. Il représente Mercialys en 2008 au sein du groupe de travail du Conseil national des centres commerciaux, qui aboutira à la création de l'indice national des loyers commerciaux (ILC).

### Clear Channel
En 2008, il est recruté par Philippe Baudillon comme directeur général adjoint de la filiale française de Clear Channel, groupe américain de communication, dont il devient directeur général en 2010. Alexandre de Palmas y développe l’affichage dynamique au sein des principaux centres commerciaux français. Il utilise sa connaissance du secteur des foncières d’immobilier commercial pour obtenir un contrat exclusif avec Unibail, Klépierre et Carrefour Property et déployer l'offre de panneaux numériques en France.

### Groupe Madrigall
En 2012, il rejoint Antoine Gallimard comme directeur Général du groupe Madrigall, au moment du rachat du groupe Flammarion,. Il a pour tâche de constituer et organiser le groupe qui devient alors le troisième groupe d'édition français, en structurant les fonctions financières, informatiques, de diffusion et de distribution. Il conduit également l’ouverture du capital de Madrigall au groupe LVMH en octobre 2013.

### Groupe Elior
En 2015, il devient directeur général d’Elior Concessions (branche restauration de concessions du groupe Elior), au moment où Philippe Salle devient PDG du groupe. Il participe au regroupement de toutes les activités de restauration de concessions (autoroutes, gares, aéroports) au niveau mondial, qui prend le nom d’Areas et dont il prend ensuite la direction au niveau de la France et de l’Europe du Nord. Sous sa direction, l’activité d’Elior Concessions s’est fortement développée, notamment en favorisant la modernisation des grandes gares françaises. Il procède également au rachat des activités en gare d’Autogrill en France en mai 2016.

### Groupe Carrefour
En août 2018, il rejoint le groupe Carrefour en tant que directeur exécutif « Proximité » et « Cash and Carry » de Carrefour en France et membre du comité exécutif France,. Il annonce notamment vouloir continuer à développer le commerce de proximité à travers des innovations, le développement des drives piétons,, et l'ouverture de magasins ouverts 24h/24 à Paris.
En juin 2019, il devient également PDG de Carmila, succédant à Jacques Ehrmann, tout en conservant ses autres fonctions au sein du groupe Carrefour.
En juillet 2020, il prend les fonctions de directeur général de Carrefour Espagne et de membre du Comité Exécutif Groupe.
En septembre 2023, il est nommé directeur général de Carrefour France par Alexandre Bompard, le PDG de Carrefour, en remplacement de Rami Baitieh.  

## Prix et distinctions
- Médaille de la jeunesse, des sports et de l'engagement associatif, or
- Chevalier de l'ordre national du Mérite

## Autres mandats
- Président de la Chambre Franco-Espagnole à Madrid depuis novembre 2022
- Conseiller du Commerce Extérieur de la France en Espagne / Administrateur
- Président du Comité d’Audit, Président du Comité des engagements de « France Télévisions » depuis décembre 2019
- Membre du Siècle, de « L’Institut Montaigne » et de « En temps réel »
- Président de l’association sportive des anciens élèves de l’ENA entre 2001 et 2009[5].